# 张洪沅
张洪沅（1902年—1992年），男，四川华阳人，中国化学工程学家，教育家，九三学社中央委员会顾问。曾任重慶大學校長。

## 生平
1932年张洪沅到南开大学化工系任教授，讲授“化工原理”“化工计算”等课程，并编写教科书。1932年，兼任南开大学应用化学研究所研究部主任。
1937年，抗日战争爆发，南开大学校园被日军炸毁后，张离开南开大学到四川大学任教。他是四川大学应用化学研究室的创办人、抗日战争时期临时的麻省理工学院重庆校友会的理事。
中华人民共和国建国以后，曾任成都工学院化工系主任、四川省化工学会名誉理事长。

## 家庭
其父張運魁是光緒二十九年癸卯科進士。